# Institut national de l'énergie solaire
 (mars 2023).
L’Institut national de l'énergie solaire (INES) est un centre consacré à la recherche, à l’innovation ainsi qu’à la formation sur l’énergie solaire en France. Initié en 2005 par le conseil départemental de la Savoie et la région Rhône-Alpes (devenue Auvergne-Rhône-Alpes en 2015), il regroupe les équipes du CEA et de l’Université Savoie Mont Blanc. L’INES compte aujourd’hui 500 collaborateurs sur un site de 22 000 m² doté des meilleurs équipements.
Le bâtiment a été réalisé par les architectes de l'atelier Michel Rémon & Associés.

## Missions
L’INES est constitué de deux plates-formes complémentaires :
- Une plateforme Recherche & Innovation animée par le CEA réunit aussi des laboratoires de l’Université de Savoie et travaille en lien étroit avec les industriels. Ses domaines d’activités : les technologies solaires photovoltaïques, thermiques, solaire à concentration (CSP, CPV), le stockage de l’électricité, la mobilité solaire et les bâtiments à haute efficacité énergétique. Elle est au cœur d’un réseau, français et international.

- Adossée à la plateforme Recherche & Innovation, la Plateforme Formation & Évaluation a pour vocation d’accompagner le développement des nouvelles technologies dans le domaine du solaire et de la performance énergétique des bâtiments ainsi que de contribuer au développement de cette filière et de ses acteurs au travers de 4 missions :
  - Formation Professionnelle Continue.
  - Observatoire : suivi et évaluation d’installations.
  - Accompagnement de projets innovants.
  - Centre de ressources numériques.

## Thématiques de recherche
- Énergie solaire thermique et photovoltaïque : cellules, modules, systèmes, stockage de l’électricité, démonstration et tests.
- Gestion de l’énergie dans le bâtiment : gestion active de l’ensemble des sources thermiques et électriques d’un bâtiment. Objectif : développer des habitats et autres bâtiments à énergie positive.

## Localisation

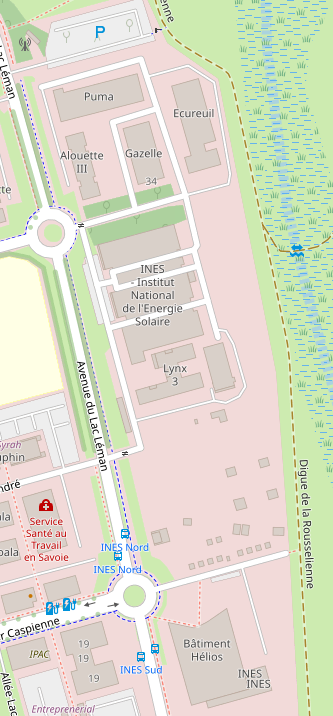
Plans OpenStreetMaps de l'institut national de l'énergie solaire

L'INES est situé sur Savoie Technolac. Plusieurs bâtiments recouvrent aujourd'hui les activités de l'INES :
- PUMA 1, ALOUETTE 3 et GAZELLE : matériau silicium
- ECUREUIL : ligne pilote cellules hétérojonction
- PUMA 2 : cellules homojonction
- PUMA 3 : systèmes thermiques et Certisolis (société de certification)
- LYNX 2 : stockage de l'énergie
- LYNX 3 : direction R&D, mobilité solaire et systèmes électriques
- LYNX 4 : modules photovoltaïques
- HELIOS : Direction, Formation & Évaluation, solaire organique et énergétique bâtiment. Ce bâtiment accueille, sur plus de 7 000 m2, plusieurs activités de l’INES, et notamment deux laboratoires de l'Université Savoie Mont Blanc (l'équipe LMOPS du LEPMI et le LOCIE).